# Józef Haller (zm. 1850)
Józef Haller (ur. w 1783 w Krakowie, zm. 3 grudnia 1850 tamże) – prawnik i polityk, w latach 1836–1839 Prezes Senatu Rządzącego Wolnego Miasta Krakowa.

## Życiorys
Józef Haller pochodził z jednej z najbogatszych rodzin kupieckich Krakowa XVIII wieku. Jego ojciec Marcin Alojzy Haller w 1795 roku został nobilitowany przez cesarza Franciszka II i osiadł w majątku Polanka.
Józef ukończył studia prawnicze na Uniwersytecie Jagiellońskim, a następnie podjął pracę w administracji – kolejno austriackiej, Księstwa Warszawskiego oraz Wolnego Miasta Krakowa. W 1833 roku wszedł w skład krakowskiego Senatu Rządzącego, a 26 lutego 1836 roku – po wkroczeniu do Krakowa okupacyjnych oddziałów państwa zaborczych – został przez rezydentów mocarstw opiekuńczych mianowany jego prezesem. Pracował w warunkach ograniczania samodzielności władz krakowskich przez zaborców, przez opozycję był krytykowany za zbytnią uległość wobec rezydentów i nie był popularny wśród mieszkańców miasta. Jednocześnie jednak pozostawał w ostrym konflikcie z szefem krakowskiej policji, wszechwładnym i antypolskim Franciszkiem Guthem. Już po roku złożył rezygnację ze stanowiska, ale mógł ustąpić z niego ostatecznie dopiero 27 kwietnia 1839 roku.
Należał do loży wolnomularskiej Przesąd Zwyciężony, był honorowym członkiem Towarzystwa Naukowego Krakowskiego, działał w licznych komitetach mających na celu rozwój Krakowa.
Żonaty z Elżbietą Gorczyńską, miał z nią czterech synów i dwie córki, w tym Henryka i Cezarego Emila.
Został pochowany na cmentarzu Rakowickim w Krakowie (pas 10).

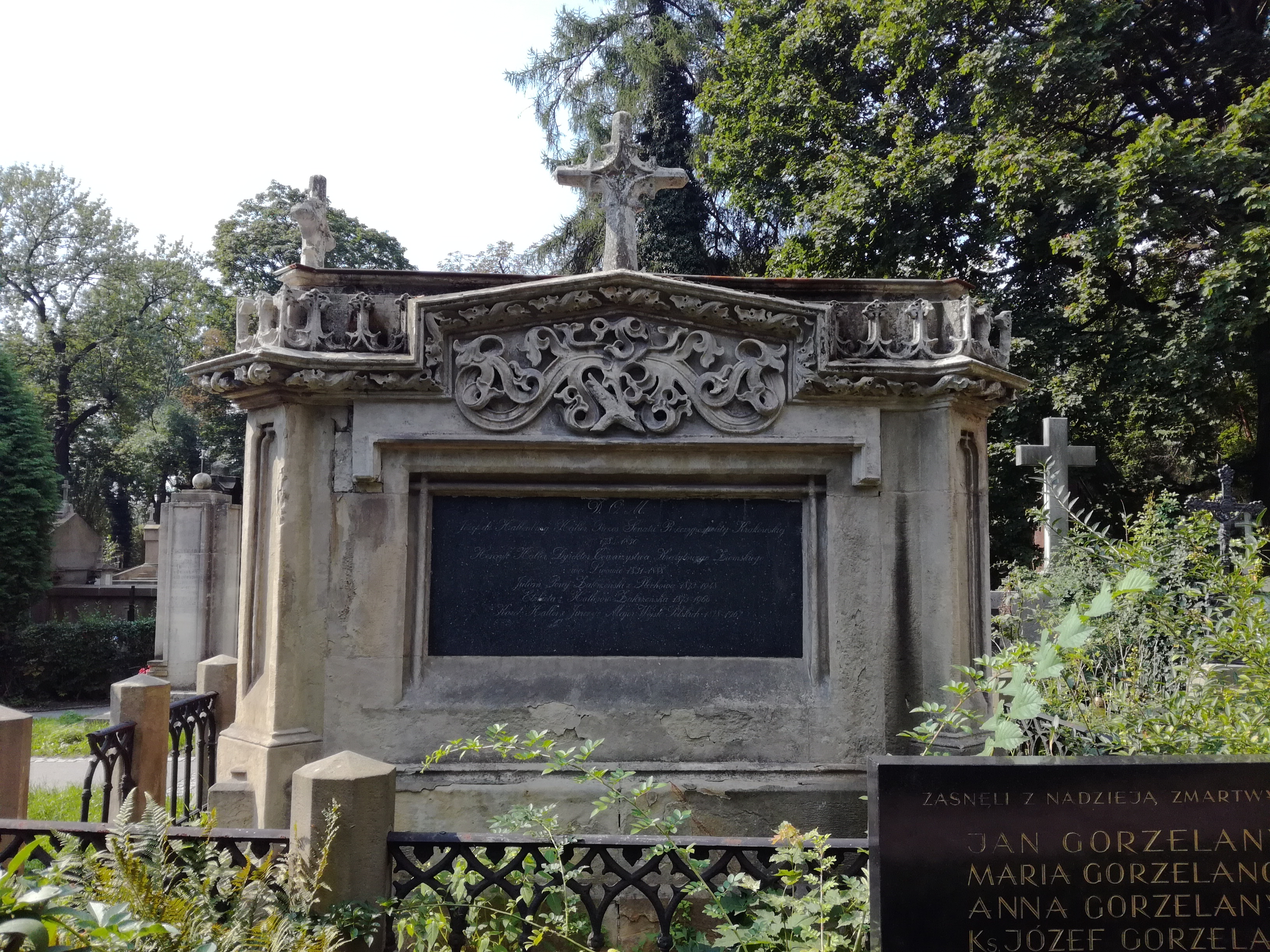
Grób Józefa i Henryka Hallerów na cmentarzu Rakowickim